# Nobuhiro Shiba
Nobuhiro Shiba (柴 暢彦 Shiba Nobuhiro?, nacido el 18 de abril de 1974 en Osaka) es un exfutbolista japonés. Jugaba de defensa y su último club fue el Thespa Kusatsu de Japón.

## Trayectoria

### Clubes
| Club            | País  | Año         |
| --------------- | ----- | ----------- |
| Oita Trinity    | Japón | 1997 - 1998 |
| Albirex Niigata | Japón | 1999 - 2002 |
| Thespa Kusatsu  | Japón | 2003        |